# Наин Сингх
Наин Сингх Рават (на английски: Nain Singh Rawat, на хинди: नैन सिंह रावत) е индийски топограф на английска служба, т.нар. пандит (образовани млади мъже от индийски или друг азиатски произход, обучени от британските власти в Индия за извършване на топографо-геодезически дейности).

## Произход и ранни години (1830 – 1865)
Роден е на 21 октомври 1830 година в областта Кумаон, Индия. След като завършва училище Рават посещава Тибет, запознава се с местните обичаи и научава тибетския език.

## Изследване на Южен Тибет (1865 – 1875)

### Първо пътешествие (1865 – 1867)
Наин Сингх става един от първите пандити, които изследват Южен Тибет. Под прикритието на будистки лама в началото на септември 1865 г. през Непал и Хималаите прониква в долината на река Цангпо (най-горното течение на река Брахмапутра) на около 84° и.д. и се присъединява към керван, пътуващ към Лхаса. В началото на януари 1866 г. пристига в Лхаса и се среща с тогавашния Далай Лама. По време на престоя му в града истинската му самоличност е разкрита от двама мюсюлмански търговци, които не само, че не го докладват на властите, а му дават и малка сума пари в залог на джобния му часовник.
Наин Сингх описва езерото Ямдок (29°00′ с. ш. 90°45′ и. д. / 29° с. ш. 90.75° и. д.), разположено покрай десния бряг на Цангпо. Повече от три месеца ограмотява няколко непалски търговци, за да се прехранва. В края на април 1866 г. напуска Лхаса, изкачва се по Цангпо до изворите ѝ, като проследява около 1000 km от течението ѝ и през езерото Манасаровар (30°41′ с. ш. 81°28′ и. д. / 30.683333° с. ш. 81.466667° и. д.) и горните течения на Сутледж и Инд се завръща в Индия.
От своите наблюдения и събраните сведения от местните жители, предполага, че река Цангпо е горно течение на река Брахмапутра.

### Второ пътешествие (1873 – 1875)
От 1873 до 1875 г. извършва ново пътешествие до Лхаса дегизиран като будистки пилигрим. През 1873 г. от горното течение на Инд по кервански пътища тръгва на север и достига до 33°30′ с. ш. 81°00′ и. д. / 33.5° с. ш. 81° и. д., от където завива на изток-югоизток. Движейки се бавно със стадото овце, натоварени с провизии (по 8 – 10 кг на всяка овца) проследява около 600 km от северния склон на открития от него хребет Алинг Гангри, в т.ч. най-високия връх на хребета Алинг Гангри (7315 м). По целия път до Лхаса извършва маршрутно топографско заснемане на близо 2000 km по съвършено неизвестни местности на височина 4,5 – 4,6 хил. м. Открива множество безотточни езера, в т.ч. соленото езеро Данграюм (31°05′ с. ш. 86°37′ и. д. / 31.083333° с. ш. 86.616667° и. д.) и сладкото Джаринг (31°10′ с. ш. 88°17′ и. д. / 31.166667° с. ш. 88.283333° и. д.). В този високопланински район той отбелязва на картата няколко къси меридионални хребета, в т.ч. Тарго Гангри.
Изводите му за реките, течащи на север, и откритите многочислени езера се оказват много важни. На географите им става ясно, че на сравнително малко разстояние (около 500 km) между Брахмапутра и тези безотточни езера преминава вододел.
След като пристига в Лхаса скоро е заподозрян, че не е този за когото се представя и поради това набързо напуска града. Проследява около 100 km от течението на Цангпо (Брахмапутра), източно от меридиана на Лхаса и през Бутан в началото на март 1875 г. се завръща в Индия.
По време на пътешествието си извършва астрономическо координиране на над 300 пункта.

## Следващи години (1875 – 1882)
След завръщането си е награден от Кралското географско дружество със златен часовник, а от кралица Виктория със златен медал. Със същия медал е награден и от Парижкото географско дружество, а индийското правителство му предоставя две села заедно със земята и жителите им.
Умира на 1 февруари 1882 година от сърдечен удар в Морадабад, Индия, на 51-годишна възраст.

## Памет
- Неговото име носи хребет в Тибет.